# أنخيل أكوستا
أنخيل أكوستا (8 أكتوبر 1990 بسان خوان في بورتوريكو - ) هو ملاكم بورتوريكي، صنّف ضمن فئة وزن الذبابة الخفيف ‏.

## إحصائيات
خاض خلال مسيرته 21 نزالا، فاز في 20 وخسر في 1. فاز بالضربة القاضية في 20 نزالا.

## روابط خارجية
- أنخيل أكوستا على موقع بوكس ريك (الإنجليزية) (registration required)